# Orrorin
Orrorin är ett släktnamn som har givits åt några av de tidigaste mänskliga eller människoliknande fossilen. De är cirka 6 miljoner år gamla. Den enda kända arten är Orrorin tugenensis.
Släktet uppvisar flera hominida drag som inte går att finna hos den tidigare Sahelanthropus. Upptäckten av Orrorin har fått paleoantropologerna att fundera, eftersom den även uppvisar fler hominida drag än den betydligt senare Australopithecus. Den utgör också ett stöd för de forskare som menar att bipedalismen utvecklades i träden och inte på savannen. 
Framför allt är det överarmsbenet och tuggapparaten som uppvisar stora likheter med betydligt modernare människor. Det verkar också som om orrorins diet var betydligt mer människolik än dess senare efterföljare. Upptäckten av Orrorin har fått flera att fundera på om Australopithecus är en sidogren på det mänskliga familjeträdet.